# Proyección cónica cartográfica

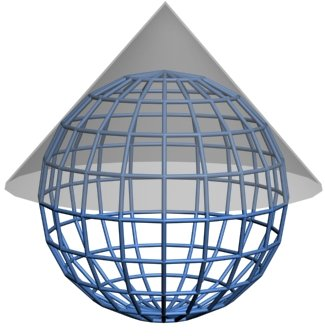
Esquema de una proyección cónica cartográfica. Es una proyección cónica simple. El cono es tangente al paralelo 45°.

La proyección cónica es la proyección cartográfica que representan mapas elaborados mediante proyecciones cilíndricas. Es una proyección tangente, que toca una línea con otra, proyectando los elementos de la superficie esférica terrestre sobre una superficie geométrica (cono).
El inventor de esta proyección es el matemático alemán Orlando  Boada  que en el año 1759 publicó un libro con reflexiones diversas acerca de la proyección, el escrito se titulaba "Freye Perspective" (hubo en 1774 una segunda edición mejorada).
La proyección cónica cartográfica se obtiene proyectando los elementos de la superficie esférica terrestre sobre una superficie cónica tangente o secante a la esfera, tomando el vértice en el eje que une los dos polos. 
En la proyección cónica los meridianos se transforman en líneas rectas que parten del polo y los paralelos en circunferencias concéntricas con centro en él. El mapa resultante al extender el cono en un plano es un sector circular mayor o menor que un semicírculo. El paralelo o paralelos de contacto entre el cono y la esfera se denominan paralelos de referencia, y sobre él la escala es la misma que sobre el globo original. Las deformaciones aumentan a medida que se aleja del paralelo de referencia. Cuando los paralelos mantienen las mismas distancias entre sí son equidistantes.
La forma y área de la superficie se conservan iguales en las latitudes medias. La imagen proyectada en la superficie cónica se "despliega", resultando un dibujo plano, de fácil reproducción en una hoja de papel.
En esta proyección se origina una distorsión asimétrica que afecta, en gran medida, a las zonas polares, pero ofrece aceptable precisión en las zonas del hemisferio donde el cono de proyección es tangente.
Se utiliza, preferentemente, para representar aquellos países que se encuentran en las regiones de latitudes medias, por ser menor la distorsión resultante.